# Чупрыгин, Даниил Семёнович
 Даниил Семёнович Чупрыгин (24 декабря 1894 — 25 ноября 1976, Москва) — советский военачальник, участник 1-й Мировой войны, Великой Отечественной войны. Командующий бронетанковыми и механизированными войсками 5-й гвардейской армии 1-го Украинского фронта. Генерал-майор танковых войск (1943).

## Биография

### Начальная биография
Родился 24 декабря 1894 года в деревне Поярково Михайловский уезд, Рязанская губерния (ныне Михайловский район Рязанской области). Русский.
Окончил Высшую педагогическую школу (1926), 4 триместра вечернего Московского рабфака.
Член ВКП(б) с 1919 года.
Образование: Окончил Пулемётные курсы (1920), Московские БТ КУКС (1933).

### Служба в армии
В Русской императорской армии с января 1915 по 1917 год рядовой, ст. унтер-офицер, командир взвода.
В РККА с мая 1919 года- курсант Московских пулемётных курсов. С января 1920 года — командир взвода Московских пулемётных курсов. С января 1921 года — командир роты Московских пулемётных курсов.
С апреля 1924 года — слушатель Высшей Московской военно-педагогической школы. После окончания школы в сентября 1926 года находился в отпуску.
С сентября 1926 года — преподаватель военно-политической школы (Северо-Кавказский ВО). С 1 октября 1927 года — преподаватель Саратовской Краснознаменной школы переподготовки командиров запаса РККА (с 1929 года школа стала Объединенной Саратовской школой). С июля 1931 года — командир батальона курсантов Саратовской бронетанковой школы.
С января по октябрь 1933 года — слушатель Московских курсов усовершенствования комсостава РККА мото-мехвойск им. Коминтерна.
С октября 1933 года — командир 2-го танкового батальона 2-й механизированной бригады. С ноября 1933 года командир 2-го танкового батальона 8-й механизированной бригады. Приказом Со 2.1934 года назначен командиром 1-го танкового батальона 8-й механизированной бригады. В августе 1937 года назначен командиром учебного батальона 8-й механизированной бригады.
С мая 1938 года вр. начальник штаба 8-й механизированной бригады.
В сентябре 1939 года назначен старшим преподавателем Ленинградских бронетанковых курсов усовершенствования комсостава.
В апреле 1941 года назначен Заместителем начальника Бобруйского тракторного училища по учебной части (с 13 января 1942 года — Камышинское танковое училище)
.

### В Великую Отечественную войну
Вместе с личным составом Камышинского танкового училища участвовал в боях на Березине 28 — 30 июня 1941 года.
С сентября 1942 года — Заместитель командующего 66-й армии по танковым войскам. C 3 мая 1943 года- командующим БТ и МВ 5-й гвардейской армии.
Будучи командующим БТ и МВ 5-й гвардейской армии прошел славный боевой путь от Сталинграда до Праги.
После Победы вместе со штабом 5-й Гвардейской армии дислоцировался в г. Фрайнберг (]Германия), г. Прага (Чехословакия), г. Сант-Пельтн (Австрия).
С августа 1946 года- Заместитель начальник Управления военных учебных заведений УК БТ и МВ. С 26 августа 1949 года — Заместитель командующего БТ и МВ Горьковского ВО.
Приказом ВМ № 01054 от 03.06.1950 года уволен в отставку по ст. 43 по болезни.
Находясь на пенсии вел большую военно-патриотическую работу, работу в Совете Ветеранов города Москвы.
Личные вещи, фотографии и документы периода ВОВ переданы семьей в музей Омского автобронетанкового инженерного института (ОАБИИ ВА МТО).
Умер 25 ноября 1976 года. Похоронен в Москве на Кунцевском кладбище.

## Награды
- Орден Ленина (02.12.1945)[3],
- Четыре Ордена Красного Знамени (17.02.1943 г.)[4], (03.12.1943)[5], (03.11.1944 г.)[6], (15.11.1950)[7].
- Орден Суворова 2-й степени (23.09.1944 г)[8],
- Орден Кутузова 1-й степени (06.04.1945 г.)[9],
- Орден Кутузова 2-й степени (14.05.1944 г.)[10],
  - медали: «За оборону Сталинграда»[11], «За освобождение Праги»[12], «За Победу над Германией»[13],

«За взятие Берлина». юбилейные и памятные медали.
- НАГРАДЫ ДРУГИХ ГОСУДАРСТВ:
- Орден Легиона офицерской чести (США).
- Чехословацкий Военный крест (1939)[14].
- Орден «Крест Грюнвальда» >.
- Медали (Польша)

## Память
- На могиле установлен надгробный памятник.
- Имя воина увековечено в Главном Храме Вооружённых сил России, и навсегда запечатлено на мемориале «Дорога памяти»[15]